# Ben Mesotten
Ben Mesotten (Hasselt, 19 juni 1977) is een Belgische scheidsrechter bij de KBVB. Hij heeft inmiddels meer dan 1500 wedstrijden gefloten en was in meer dan 250 wedstrijden actief in het betaald voetbal, het hoogste niveau in België. Hij floot enkele wedstrijden in het buitenland. In 2019 besloot Mesotten een punt te zetten achter zijn carrière om ruimte te maken voor jong talent. Mesotten fluit echter nog op provinciaal niveau. Sinds 2021 is hij actief als referee talent scout.

## Levensloop
Na het doorlopen van het middelbaar onderwijs studeerde hij eerst maatschappelijk werk, volgde daarna een lerarenopleiding (GPB) en studeerde criminologie. Vervolgens volgde hij ook een managementopleiding.
Mesotten was lange tijd directielid van Inburgering Limburg. Als directielid was Mesotten betrokken bij de inkanteling van Inburgering Limburg in het Vlaams Agentschap Integratie en Inburgering. Daarna werd hij diensthoofd bij de Vlaamse overheid. Hij stond als diensthoofd aan de wieg van de afdeling vorming voor de provincie Limburg van het Agentschap Integratie en Inburgering. Begin 2019 werd hij directeur bij  CM Limburg. Momenteel is hij Vlaams Directeur bij dezelfde organisatie voor de afdeling maatschappelijk werk met een 750-tal medewerkers.

## Scheidsrechterscarrière
Mesotten startte zijn scheidsrechterscarrière in 1995. Na het doorlopen van de jeugdreeksen, startte hij 3 jaar later in de provinciale afdelingen van de provincie Limburg. Vanaf 2004 kwam zijn carrière in een stroomversnelling en promoveerde Mesotten op zeer korte tijd naar 3de nationale. Een zware blessure hield Mesotten in 2008 bijna een jaar lang aan de kant. Tegen de verwachting in slaagde hij het jaar daarna terug voor de fysieke testen. In 2013 promoveerde Mesotten naar het betaald voetbal. Daar floot hij al wedstrijden van KRC Genk, Lommel, OHL, Cercle Brugge, Tubeke, Antwerp, Oostende en Roeselare. Ook was hij al vaak actief als vierde scheidsrechter bij onder andere Standard Luik, Club Brugge en Charleroi.
Zijn contract bij de KBVB liep tot 2021. Mesotten besloot echter om in september 2019 een punt te zetten achter zijn carrière in het betaald voetbal. Zijn laatste wedstrijd was een oefenwedstrijd tussen Standard Luik en MVV. Na enige tijd werd hij weer actief, op het hoogste niveau in de provincie Limburg.
In het kader van een uitwisselingsproject met de buurlanden floot Mesotten ook de wedstrijd om een plaats in de voorronde van de Champions League in de hoogste afdeling van het Groothertogdom Luxemburg.
In het seizoen 2017-2018 volgde Mesotten zijn opleiding als assistent videoscheidsrechter. Hier was Mesotten actief voor wedstrijden als  Brugge tegen  Genk, Standard Luik tegen Charleroi en  Gent tegen Anderlecht.